# Lyreidus
Lyreidus is een geslacht van kreeftachtigen uit de klasse van de Malacostraca (hogere kreeftachtigen).

## Soorten
- Lyreidus brevifrons Sakai, 1937
- Lyreidus stenops Wood-Mason, 1887
- Lyreidus tridentatus De Haan, 1841